# 레반트해

레반트해의 범위.

레반트해(Levantine Sea, 아랍어: بحر الشام, 히브리어: ים לבניני, 튀르키예어: Levanten Denizi)는 레반트와 접해 있는 지중해의 최동부를 가리킨다. 고대에는 카르파티아해에서 이집트 해안에 이르는 곳을 이집트해(라틴어: Mare Aegyptum)라고 부르기도 했으며, 현재 시리아, 레바논, 이스라엘의 해안인 페니키아 지방의 이름을 따 페니키아해(라틴어: Mare Phoenicium)라고 불렀다.

## 영역 정의
레반트해는 북쪽으로 튀르키예, 동쪽으로 시리아, 레바논, 이스라엘, 가자 지구, 남쪽으로 이집트와 접하며, 북서쪽으로는 에게해와 만나 있다. 레반트해의 서쪽 경계선은 명확하게 정의되지 않은 상태이기 때문에, 레반트해 지역을 엄밀한 용어로 지칭해야 경우 흔히 그냥 지중해로 칭하는 경향이 있다. 지중해의 다음 지역인 리비아해와의 경계는 통상 리비아의 라스알헬랄부터 크레타 서남쪽 가브도스를 이은 선으로 정하고 있다.
레반트해에서 가장 큰 섬은 키프로스섬이며, 가장 깊은 곳은 크레타 남쪽 80 km 지점의 플리니 해구로, 깊이는 4384 m이다. 레반트해의 총 면적은 약 320,000 km2 (120,000 mi2)이다.
레반트해 북쪽의, 튀르키예와 키프로스 사이는 킬리키아해로 칭하기도 하는데, 레반트해보다 더 정의가 불명확한 용어이다. 레반트해 북쪽 튀르키예와의 해안에는 세 만이 있는데, 각 만의 이름은 동북쪽부터 이스켄데룬만, 메르신만, 안탈리아만이다.

## 분지

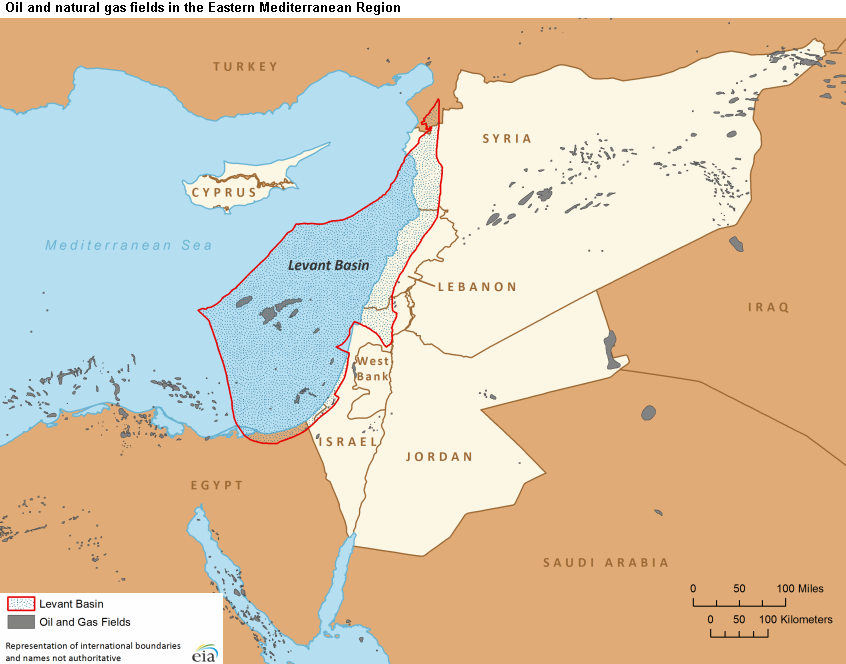
레반트 분지의 경계 (US EIA).

레반트해 동남쪽에 있는, 레반트 분지의 중앙에는 레반트 가스전이 위치해 있다.
레반트 분지의 서쪽에는 나일강 삼각주로 인해 생겨난 분지가 있으며, 그 옆에는 넓이 130,000 km2, 깊이 3,200 m의 헤로도토스 분지가 있는데, 이 곳의 해양지각의 추정 연대는 3억 4000만 년으로, 지구에서 가장 오래 된 해양지각이다.

## 생태
1869년 수에즈 운하의 개통으로 레반트해와 홍해가 연결되었다. 홍해의 고도는 동지중해보다 전체적으로 높기 때문에, 간헐적으로 조석 해협 작용을 통해 홍해에서 지중해로 물이 유입된다. 수에즈 운하와 상호작용하는 그레이트비터호-하이퍼살린호는 수십 년 간 홍해의 생물이 서북쪽으로 이동하지 못하게 막는 역할을 하고 있었지만, 점차 염도가 홍해와 비슷해짐에 따라 생물이 이동하기에 어려움이 사라져, 홍해의 동식물이 동지중해로 유입되게 되었다. 이 현상은 수에즈 운하 건설의 총 책임자였던 페르디낭 드 레셉스의 이름을 따 레셉스의 이주라고 부른다.
담수 유입량의 대부분은 나일강에서 유입된다. 1960년대 아스완 댐이 완공된 이후 이집트 내 농업은 촉진되었지만, 레반트해로의 담수와 실트 유입은 감소하였다. 이로 인해 레반트해 내 염도는 증가하고 영양분은 감소하여, 정어리 어획량이 감소하였고, 고염도 저영양 환경에 원래 살던 홍해 생물의 개채 수가 레반트해에서 증가하게 되었다.

## 같이 보기
- 동지중해
- 레반트

## 참고 자료
- Kubin, Elisabeth; Poulain, Pierre-Marie; Mauri, Elena; Menna, Milena; Notarstefano, Giulio. 2019. "Levantine Intermediate and Levantine Deep Water Formation: An Argo Float Study from 2001 to 2017" Water 11, no. 9: 1781. https://doi.org/10.3390/w11091781
- Özsoy, E. and H. Güngör (1993). The Northern Levantine Sea Circulation Based on Combined Analysis of CTD and ADCP Data, In: P. Brasseur (editor), Data Assimilation: Tools for Modelling the Ocean in a Global Change Perspective, NATO ASI Seeries, Springer-Verlag, Berlin.
- Sur, H. İ., Özsoy, E., and Ü. Ünlüata, (1992). Simultaneous Deep and Intermediate Depth Convection in the Northern Levantine Sea, Winter 1992, Ocean.